# 그레그 버홀터
그레그 버홀터(Gregg Berhalter, 1973년 8월 1일 ~ )는 미국의 전 축구 선수이자 현 지도자로 선수 시절 포지션은 수비수였으며 현재 시카고 파이어의 감독 겸 단장직을 맡고 있다.

## 선수 시절

### 클럽
1993년 유나이티드 사커 리그 옛 소속팀이었던 롤리 익스프레스에 입단하며 프로에 입문한 후 조국인 미국을 비롯해 잉글랜드, 독일, 네덜란드 등의 8개 프로팀에서 활동하며 통산 358경기에서 22골을 기록했고 특히 로스앤젤레스 갤럭시 소속으로 52경기에 출전하여 MLS컵 1회 우승, MLS 서포터스 실드 2회 수상의 기쁨을 맛보았고 2011 시즌 종료 후 은퇴를 선언했다.

### 국가대표팀
1994년 10월 15일 사우디아라비아와의 친선 경기에서 국제 A매치 데뷔전을 치른 이후 통산 44경기에 출전하여 1998년 CONCACAF 골드컵 준우승, 2002년 FIFA 월드컵 8강 진출을 도왔고 2006년 FIFA 월드컵 본선 출전 명단에도 이름을 올렸으며 2006년 FIFA 월드컵을 마친 뒤 국가대표팀 은퇴를 선언했다.

## 지도자 경력

### 초기 경력
2011년 은퇴 후 친정팀 로스앤젤레스 갤럭시의 수석 코치로 지도자 생활을 시작했고 이후 2011년부터 2013년까지 스웨덴 알스벤스칸의 함마르뷔 IF 감독직을 수행했으며 2013년 다시 미국으로 돌아와 2018년까지 콜럼버스 크루의 감독직을 맡아 2015년 MLS컵 준우승과 2016년 MLS 페어플레이상을 이끌었다.

### 미국 A대표팀
2018년 12월 2일 데이브 새러챈 감독 대행에 뒤를 이어 미국 대표팀 사령탑으로 선임되어 2019년 1월 27일 파나마와의 감독 데뷔전에서 승리를 거둔 뒤 감독으로 선임된 후 첫 국제 대회인 2019년 CONCACAF 골드컵에서 미국을 준우승으로 이끌었다. 
그리고 2019-20년 CONCACAF 네이션스리그 A에서 미국의 통산 18번째 골드컵 본선 진출과 우승을 동시에 지휘했고 2021년 CONCACAF 골드컵 본선에서도 미국의 통산 골드컵 7번째 우승을 이끌며 선수로 이루지 못했던 국제 대회 우승을 감독으로서 2번 연속으로 이뤄냈다.
이후 2022년 FIFA 월드컵에서 미국의 8년만의 월드컵 16강 진출을 이끌었으나 이듬해 재계약이 불발되면서 잠시 자리를 비웠다가 미국 대표팀의 감독으로 복귀하여 2023-24년 CONCACAF 네이션스리그 A에서 미국의 3회 연속 CONCACAF 네이션스리그 우승을 이끌었다.
그러나 자국에서 열린 2024년 코파 아메리카에서 조별리그 탈락의 굴욕을 당한 뒤 2024년 7월 10일 감독직에서 경질됐으며 후임으로는 마우리시오 포체티노 전 첼시 FC 감독이 선임됐다.

### 시카고 파이어
미국 대표팀 감독직에서 경질된 이후 3개월이 지난 10월 8일 시카고 파이어의 감독 겸 단장으로 선임되었다.